# 70 mm-es film

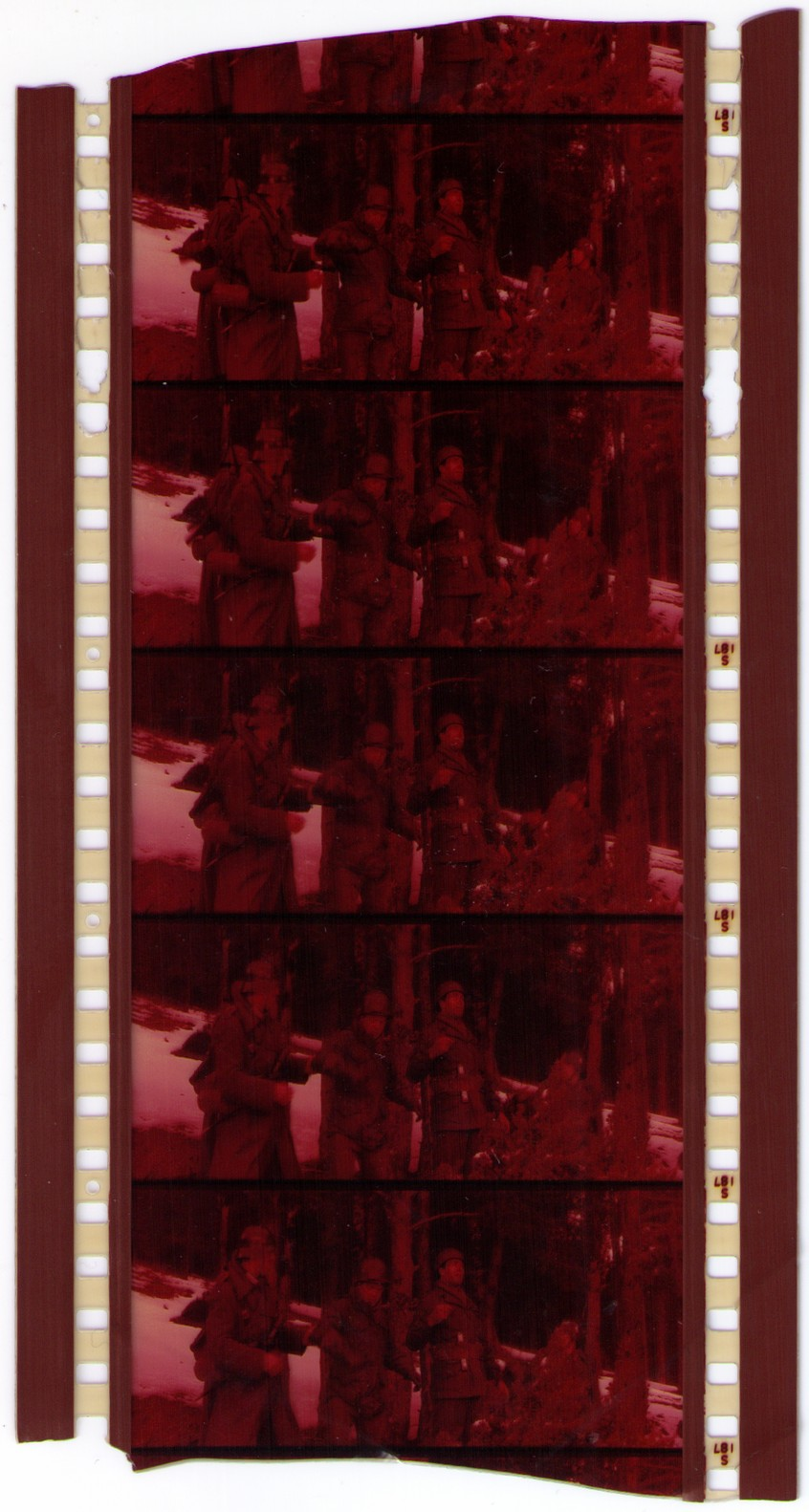
70 mm-es film kockái

A 70 mm-es film kétszer olyan széles, mint a 35 mm-es film, ebből kifolyólag a kép sokkal élesebb. Ugyanakkor a 70 mm-es filmnek 6-sávos sztereó hangcsíkja van, ellentétben a 35 mm-es 2 sávjával. Legtöbbször a 70 mm-es filmeket 65 mm-es negatívokra filmezték (ezeknek nem voltak hangsávjaik), majd ebből másolták a 70 mm-es pozitívot.
Napjainkban a 70 mm-es filmekhez már digitális hangkódolást használnak. minden képkocka 5 lyuknyi magasságú, képarányuk 2,20:1. Ha a mozi nem rendelkezik felszereléssel a 70 mm-es filmek vetítésére, ezeket átmásolják 35 mm-es filmekre, a hagyományos CinemaScope, Panavision-féle 2,35:1 képaránnyal.

## Történelem
A 70 mm-es filmformátumok már a mozgókép-filmipar kezdetétől jelen vannak. Az első 70 mm-es felvétel a Henley Regattáról készült, melynek vetítését 1896–1897-re teszik, de a felvétel körülbelül 1894-ben készülhetett. A film levetítéséhez különleges vetítőgépre volt szükség, melyet Herman Castler épített Canastotában, New Yorkban. A képarány 2,75:2 volt, mely megegyezett a teljes képkockáéval. A 70 mm-esnek többféle változata volt az 50 mm-estől egészen 68 mm-esig, melyeket 1884-től fejlesztettek. Ilyen volt a
-Cinéorama (nem összetévesztendő a "Cinerama" formátummal), ez Raoul Grimoin-Sanson nevéhez fűződik. 
-Panoramica, és a 20th Century Fox formátuma, a Gandeur, melyeket 1929-ben és 1930-tól alkalmaztak.
-A "Todd-AO" formátum, mely az Oklahoma! című filmmel debütált 1955 októberében, népszerűsítve a formátumot az ehhez hasonló hosszúságú filmekben. Az eredeti változat 30 képváltásszámot használt, mely gyorsabb volt az addigi (európai) 24-nél (másodpercenkénti képszám).
Mivel a 70 mm-es filmek vetítéséhez speciális és drága vetítőrendszerre volt szükség, csökkent a kereslet a formátum iránt, ezért a 70 mm-es filmeket újra kiadták 35 mm-es formátumban, legtöbbször anamorph előtéttel. (Az utánjátszó keskenyfilmes mozik számára 16 mm-es változatot is kellett készíteni.)
Ezen filmformátumok népszerűsége az 1980-as években csökkenni kezdett, A megfelelő felszereltség nélküli mozik, és a digitális hangsáv megjelenése miatt, és a filmeket már inkább a sokkal olcsóbb 35 mm-es filmekre vették, majd az 1990-es évek végére a formátum használata egyre ritkább volt.
Az Arábiai Lawrence remek példa a 70 mm-es film bemutatására. A kép tisztasága, a drámai hatás érezhető volt a mozikban, nem úgy mint a VHS és DVD verziókban, melyeknek képminősége erősen korlátozott. 
A 70 mm problémát jelentett az elmúlt években a VHS és a DVD formátumoknál, mivel a nagy felbontású telecine szkennelő gépek csak kis mennyiségben voltak elérhetőek a közelmúltig. Ez sajnos azt jelentette, hogy néha a filmeket a 35 mm-es lekicsinyített formátumra másolták a magas felbontás rovására. Szerencsére egyre több DVD kiadás használja az eredeti méretet.
Létezik digitális kamera 65 mm-es szenzorral, a Phantom 65. Phil Kroll fejlesztette ki a világ első 65–70 mm-es transzfer rendszerét, melyet Hollywoodban használnak a 70 és 65 mm-es filmek digitalizálására.